# オーギュスト＝マリー・トーネー
オーギュスト＝マリー・トーネー（Auguste-Marie Taunay、1768年5月23日 - 1824年4月24日)はフランスの彫刻家である。

## 略歴

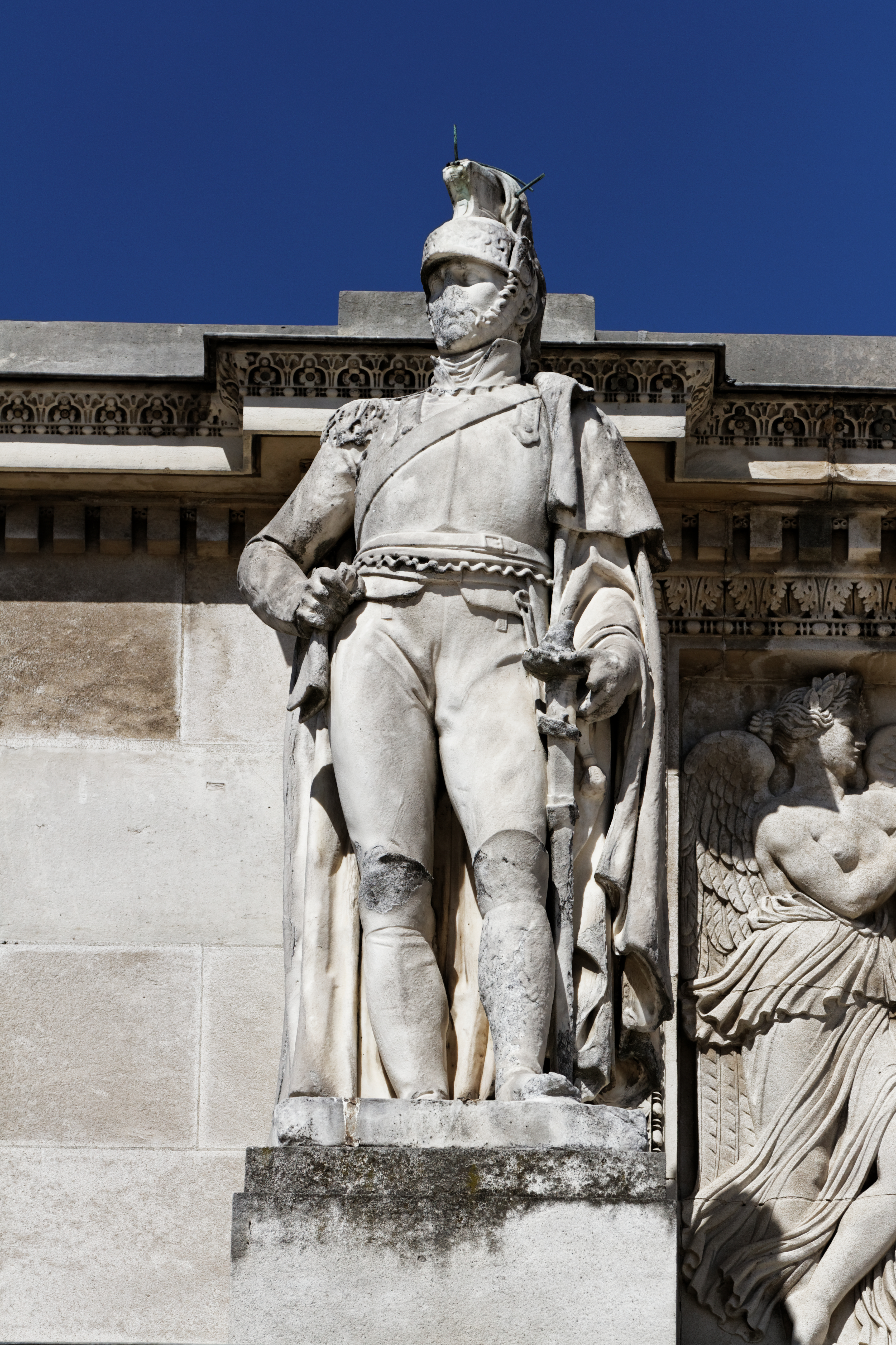
カルーゼル凱旋門の騎兵像

パリに生まれた。兄に画家となったニコラ＝アントワーヌ・トーネーがいる。パリのエコール・デ・ボザールに入学し、モワット(Jean Guillaume Moitte)のもとで彫刻を学んだ。24歳になった1792年にローマ賞の彫刻部門で1位を受賞したが、フランス革命の不安定な政治状況であったため、ローマ留学は行えなかった。1802年から1807年の間は国立セーヴル陶磁器製作所で、彫刻家として働いた。フランス第一帝政の時代になって、1897年にカルーゼル凱旋門を飾る騎兵の像を制作などの仕事をした。帝政下のサロン・ド・パリに何度か出展し、その中にはナポレオンの像もあった。
ナポレオンの帝政が終わると、ナポレオンのために働いた芸術家の何人かは、ルブルトン(Joachim Lebreton)が組織した、「フランス美術家使節団」（Missão Artística Francesa）のメンバーになってブラジルに渡り、新たに設立されたブラジル帝立美術アカデミー（Academia Imperial de Belas Artes）で教えることになった。トーネーは兄とともに、この使節団に加わり1816年3月にリオデジャネイロに到着した。
帝立美術アカデミーの彫刻の教授に任命されたが、実際にはアカデミーでは教えなかった。1818年に使節団のメンバーの建築家、グランジャン・ド・モンティニー(Grandjean de Montigny)と画家のジャン＝バティスト・デブレ(Jean-Baptiste Debret)とポルトガル王、ジョアン6世の祝祭行事のために「Largo do Paço」の装飾の仕事をした。1824年にリオデジャネイロで没した。